# McLaren M28
McLaren M28 — гоночный автомобиль Формулы-1, разработанный Гордоном Коппаком для команды McLaren и участвовавший в чемпионате мира Формулы-1 сезона 1979 года.

## История

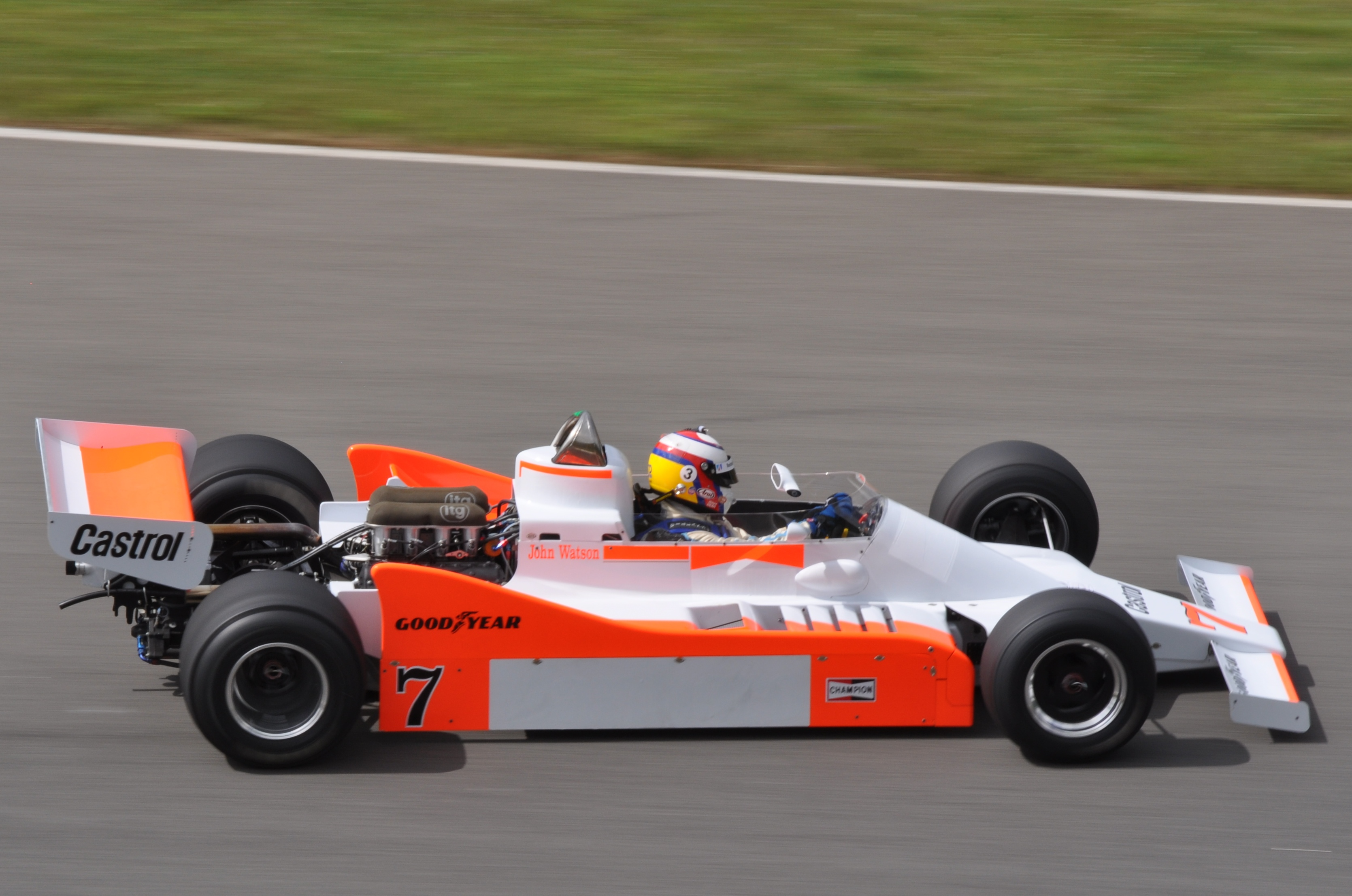
Шасси McLaren M28 Джона Уотсона в Мон-Тремблан, 2010 год.

Не самая удачная конструкция шасси M28 не позволила гонщикам McLaren участвовать в борьбе за победы, принеся команде всего 8 очков и завоевав один подиум - 3 место Джона Уотсона в дебютной гонке машины на Гран-при Аргентины 1979.
На Гран-при Великобритании 1979 Уотсон получил новую модель M29, на которой и заканчивал сезон. Патрик Тамбе управлял M28 до Гран-при Канады.
С M28 связан интересный факт: на Гран-при США-Запад 1979 года автомобили McLaren сменили привычные красно-белые цвета Marlboro на бело-голубые ливреи немецкой пивоваренной кампании Lowenbrau.

## Результаты в гонках
| Год  | Шасси       | Двигатель            | Шины | Пилоты | 1    | 2   | 3    | 4    | 5    | 6   | 7   | 8   | 9   | 10   | 11  | 12   | 13   | 14  | 15  | Место | Очки |
| ---- | ----------- | -------------------- | ---- | ------ | ---- | --- | ---- | ---- | ---- | --- | --- | --- | --- | ---- | --- | ---- | ---- | --- | --- | ----- | ---- |
| 1979 | McLaren M28 | Ford Cosworth DFV V8 | G    |        | АРГ  | БРА | ЮАР  | СШЗ  | ИСП  | БЕЛ | МОН | ФРА | ВЕЛ | ГЕР  | АВТ | НИД  | ИТА  | КАН | США | 7     | 15   |
| 1979 | McLaren M28 | Ford Cosworth DFV V8 | G    | Уотсон | 3    | 8   | Сход | Сход | Сход | 6   | 4   | 11  |     |      |     |      |      |     |     | 7     | 15   |
| 1979 | McLaren M28 | Ford Cosworth DFV V8 | G    | Тамбе  | Сход |     | 10   | Сход | 13   |     | НКВ | 10  | 7   | Сход | 10  | Сход | Сход |     |     | 7     | 15   |

| Легенда к таблице |                                                                    |
| --- | ------------------------------------------------------------------ |
| В таблице перечислены результаты всех Гран-при Формулы-1, в которых использовался автомобиль. Строками таблицы являются сезоны, столбцами — этапы чемпионата мира. В каждой клетке указаны сокращённое название этапа и результат, дополнительно обозначенный цветом. Расшифровка обозначений и цветов представлена в нижеследующей таблице. |                                                                    |
| \| Пример \| Описание \| \| ------------ \| ------------------------------------------------------------------ \| \| 1 \| Победитель \| \| 2 \| Второе место \| \| 3 \| Третье место \| \| 5 \| Финишировал, заработав очки \| \| Сход \| Не финишировал, но при этом заработал очки \| \| 12 \| Финишировал, не получив очков \| \| НКЛ \| Финишировал, но не попал в финальную классификацию \| \| 15 \| Участвовал вне зачёта, либо по отдельной классификации \| \| 18 \| Не финишировал, но попал в финальную классификацию \| \| Сход \| Не финишировал \| \| НКВ \| Не прошёл квалификацию \| \| НПКВ \| Не прошёл предквалификацию \| \| ДСК \| Дисквалифицирован \| \| ИСК \| Исключён из протокола соревнований \| \| ТТ \| Заявлен для участия только в тренировках \| \| НС \| Участвовал в квалификации, но не стартовал в гонке \| \| Т \| Травмирован или болен \| \| ОТК \| Отказ от участия \| \| НТР \| Прибыл на соревнования, но на трассу не выезжал \| \| НПР \| Был заявлен в числе участников, но не прибыл к началу соревнований \| \| О \| Соревнования отменены \| \| \| Не участвовал \| \| Поул-позиция \| \| \| Быстрый круг \| \| |                                                                    |
| Пример | Описание                                                           |
| 1 | Победитель                                                         |
| 2 | Второе место                                                       |
| 3 | Третье место                                                       |
| 5 | Финишировал, заработав очки                                        |
| Сход | Не финишировал, но при этом заработал очки                         |
| 12 | Финишировал, не получив очков                                      |
| НКЛ | Финишировал, но не попал в финальную классификацию                 |
| 15 | Участвовал вне зачёта, либо по отдельной классификации             |
| 18 | Не финишировал, но попал в финальную классификацию                 |
| Сход | Не финишировал                                                     |
| НКВ | Не прошёл квалификацию                                             |
| НПКВ | Не прошёл предквалификацию                                         |
| ДСК | Дисквалифицирован                                                  |
| ИСК | Исключён из протокола соревнований                                 |
| ТТ | Заявлен для участия только в тренировках                           |
| НС | Участвовал в квалификации, но не стартовал в гонке                 |
| Т | Травмирован или болен                                              |
| ОТК | Отказ от участия                                                   |
| НТР | Прибыл на соревнования, но на трассу не выезжал                    |
| НПР | Был заявлен в числе участников, но не прибыл к началу соревнований |
| О | Соревнования отменены                                              |
| | Не участвовал                                                      |
| Поул-позиция |                                                                    |
| Быстрый круг |                                                                    |